# 关联词
關聯詞是指在句子或段落中，用來連接詞、詞組或句子的詞語。這類詞語的主要功能是表示兩個詞語或句子之間的邏輯關係，如並列、轉折、因果、承接等。

## 例子
在中文，常見的關聯詞包括「和」、「但是」、「因為」、「所以」、「如果」、「雖然」等等。
在英文，常见的关联词例子是“both–and”、“either–or”、“neither–nor”、“the–the”（“the more the better”）、“so–that”（“it ate so much food that it burst”），还有“if–then”。